# Maison Worth
La maison Worth est une entreprise française spécialisée dans la haute couture, le prêt-à-porter et les parfums. L’enseigne est fondée en 1858 par le créateur anglais Charles Frederick Worth et perdure sous ses descendants jusqu'en 1952 avant de fermer en 1956. La marque de mode House of Worth est relancée en 1999.

## Historique

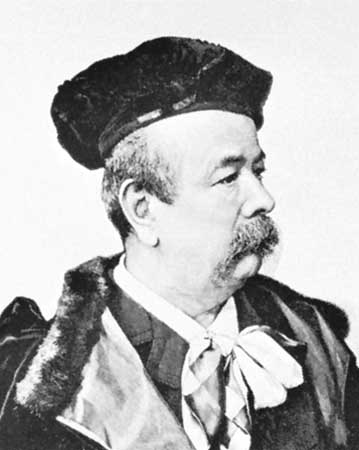
Photographie de Charles Frederick Worth en 1895.

Charles Frederick Worth ouvre à Paris, en 1858, au 7 rue de la Paix, sa propre maison de mode en partenariat avec Otto Bobergh. Précédemment, Worth a travaillé chez Swan & Edgar Ltd et chez Lewis & Allenby à Londres puis dans la maison Gagelin à Paris. C'est chez Gagelin qu'il établit sa réputation de créateur de mode. Dans les années 1850, ses créations pour Gagelin obtiennent des mentions aux expositions universelles de Londres et de Paris.
Alors que Worth travaille encore pour Gagelin, cette maison fournit le trousseau de l'impératrice Eugénie, nouvellement mariée. Puis, après avoir ouvert sa propre entreprise, l'impératrice le nomme concepteur de mode pour la cour. Ce patronage accroit considérablement sa réputation et assure son succès commercial. Worth habille les principales artistes de l’époque, notamment Sarah Bernhardt, Lillie Langtry, Jenny Lind et Nellie Melba. Worth crée également pour ses meilleures clientes des pièces uniques en vue d'événements spéciaux, mariages ou bals masqués.
Worth innove par des collections conçues pour chaque saison, les vêtements étant montrés sur des mannequins vivants, une nouveauté également. Les clientes choisissent alors sur pièces puis font faire ces vêtements sur mesure à l’atelier. Les créations de Worth, caractérisées par une coupe superbe, intègrent des tissus élégants et des garnitures détaillées. Au XIXe siècle, les femmes les plus riches changent de vêtements à quatre reprises au cours de la journée. De nombreuses clientes achètent leur garde-robe entière à Worth.
En 1871, Charles Frederick Worth dissout son association avec Bobergh. Ses talents de conception et de promotion ont fait de la maison Worth une entreprise internationale à grand succès. À la mort du créateur en 1895, ses fils Gaston-Lucien (1853–1924) et Jean-Philippe (1856–1926) reprennent l'entreprise.
En 1924, la maison Worth, dirigée par son petit-fils Jacques Worth, s'aventure sur le marché des parfums. Le premier parfum de la société, développé par le parfumeur Maurice Blanchet, s’appelle Dans la Nuit, et le verrier René Lalique est chargé de concevoir le flacon. La Société des Parfums Worth a alors été créée en tant qu'entreprise distincte et lance plus de 20 parfums entre 1924 et 1947.
Sous les descendants de Charles Frederick Worth, la maison reste prospère, mais doit faire face de plus en plus à la concurrence. En 1950, elle est reprise par la maison Paquin. En 1952, l'influence de la famille Worth disparaît avec le départ à la retraite de l'arrière-petit-fils, Roger. En 1956, la maison cesse ses activités de couture. À partir de 1968, elle est reprise par Sidney Massin, de Massin Furs à Wigmore Street, Londres, qui la met en vente en 1987.
Après la fermeture de la maison de couture parisienne, les Parfums Worth sont rachetés par la Société Maurice Blanchet. Ils sont vendus en 1992 à David Reimer puis acquis par Lenthéric en 1999, intégrant alors Shaneel Enterprises, Ltd.

## Renaissance de la maison Worth,House of Worth
En 1999, la marque de mode House of Worth est relancée par les entrepreneurs Dilesh et Hitesh Mehta. Les parts de propriété intellectuelle relatives à la mode et au parfum, réparties entre divers descendants de la famille, sont regroupées sous une seule personne morale. Giovanni Bedin en est devenu le principal styliste, après avoir travaillé auparavant pour Karl Lagerfeld et Thierry Mugler.
L’entreprise a tenté de relancer la haute couture avec une première nouvelle collection présentée pour les saisons printemps / été 2010. Le look a été modernisé tout en conservant des corsets édouardiens minutieusement décorés de dentelle et de plumes. Les volumineuses crinolines du XIXe siècle deviennent des jupes de ballerine en filet de tulle. Des jupes courtes (65 cm) doivent également être présentées dans les collections de couture suivantes. En 2011, la maison présente sa première collection de prêt-à-porter, destinée à être vendue aux États-Unis sous le label Courtworth. Mais cet effort de renouvellement de la haute couture échoue, et la dernière collection est créée pour la saison automne / hiver 2013.
La maison Worth ressuscitée continue cependant à produire des parfums. Elle a réédité Dans la Nuit (2000) et Je Reviens (2005) en versions reformulées, ainsi que de nouvelles senteurs, telles que Je Reviens Couture (2004), W Superbe, Joyeux Retour et Courtesan.